# Гай Каристаний Фронтон
Гай Каристаний Фронтон (на латински: Gaius Caristanius Fronto) е политик и сенатор на Римската империя през 1 век.
Произлиза от колонията Антиохия в Пизидия (Antiochia ad Pisidiam). Император Веспасиан го приема като homo novus в сената. През 74/75 или 75/76 г. е легат в провинция Витиния и Понт. От 76 до 79 г. е командир на IX Испански легион в Британия. През първите години на управлението на император Домициан, 81/82 – 83/84 г. Фронтон е управител на Ликия и Памфилия и получава там много награди. През 90 г. Фронтон е суфектконсул заедно с Квинт Акцей Руф.
Фронтон е женен за Калпурния Павла, дъщеря на Калпурний Лонгон. Неговите синове са Гай Каристаний Фронтон и Гай Каристаний Павлин.